# Бик-Усак
Бик-Усак (баш. Бейек Уҫаҡ) — деревня в Благоварском районе Республики Башкортостан Российской Федерации. Входит в состав Ямакаевского сельсовета. 

## География

### Географическое положение
Расстояние до:
- районного центра (Языково): 25 км,
- центра сельсовета (Ямакай): 5 км,
- ближайшей ж/д станции (Ямбахта): 4 км.

## Население
| 2002 | 2009 | 2010 |
| ---- | ---- | ---- |
| 32   | ↗43  | ↘34  |